# Karmelietenklooster (Bottelare)

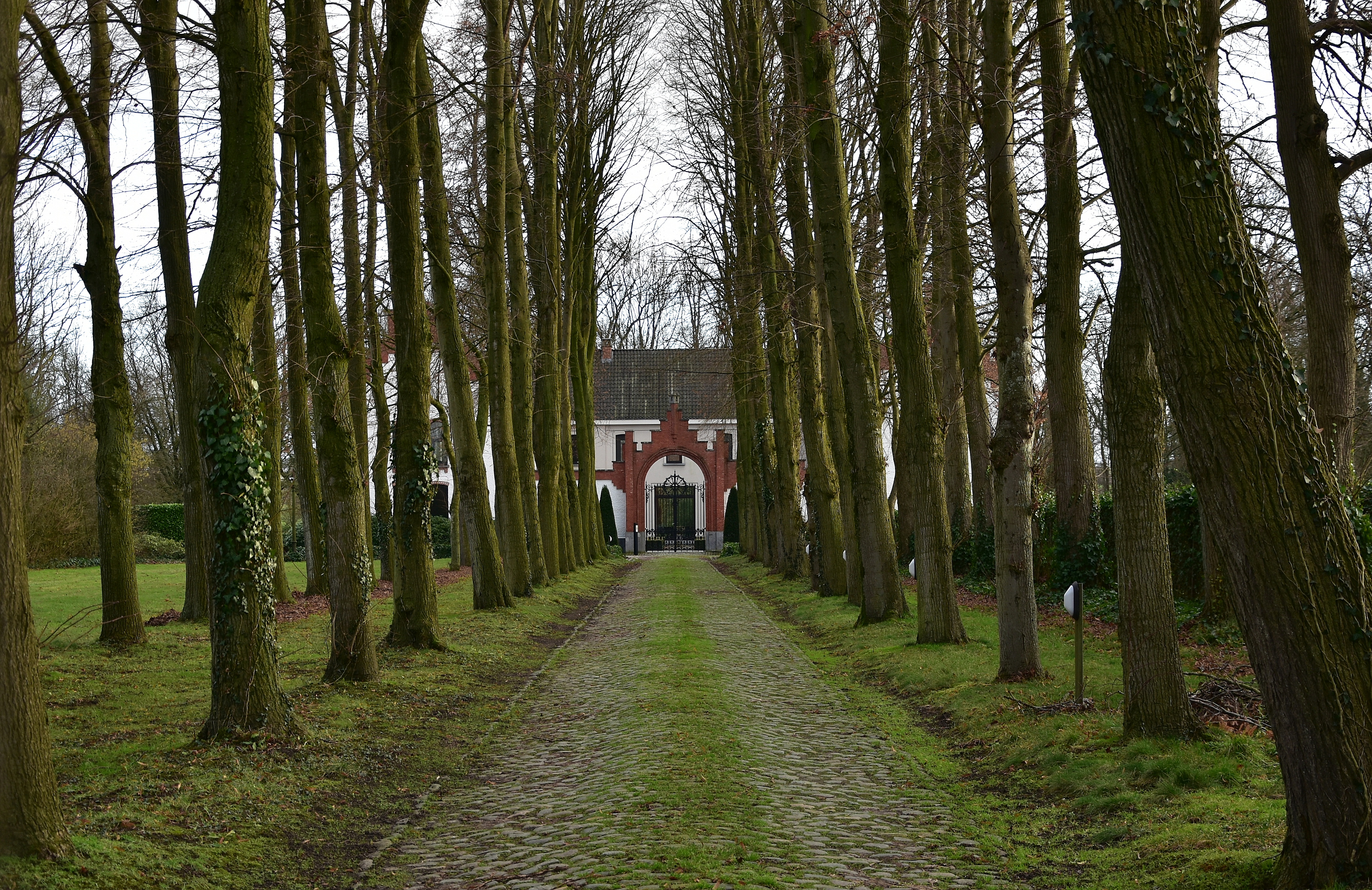
Toegangsdreef tot het Karmelietenklooster

Het Karmelietenklooster in Bottelare is een voormalig klooster in de tot de Oost-Vlaamse gemeente Merelbeke-Melle behorende plaats Bottelare, gelegen aan de Diepestraat nummer 13.

## Geschiedenis
In 1667 werd het klooster der geschoeide Karmelieten gesticht door Bertolf en Josine de Paix. De bedoeling was om de devotie tot Sint-Anna te bevorderen. Aanvankelijk waren er drie paters die een provisorisch onderkomen bewoonden. In 1683 werd een nieuw klooster gebouwd dat geheel omgracht was en ook het huis van de heer de Paix omvatte. In 1763 werd een nieuw klooster gebouwd met onder andere een kapel, refter, keuken, kloostercellen en een bibliotheek. Dit werd echter in 1797 opgeheven tijdens het Franse bewind. Het werd aangekocht door een particulier die het als buitenverblijf inrichtte.

## Gebouw
Het U-vormige pand is via een ruim 110 meter lange oprijlaan verbonden met de openbare weg. Het is van omstreeks 1763 en heeft classicistische stijlelementen. De vleugels omvatten een binnenplaats die door een hek uit het vierde kwart van de 19e eeuw wordt afgesloten. Het interieur omvat nog enkele 18e-eeuwse elementen zoals een zoldering en een trap. Verder is een 18e-eeuwse grafsteen ingemetseld.
Het geheel ligt in een park dat in landschapsstijl is uitgevoerd. Het is gelegen langs de Driesbeek.